# Parroquia Pablo Arenas
Pablo Arenas, es una parroquia rural perteneciente al cantón San Miguel de Urcuquí de la provincia de Imbabura  ubicada a 0.501001° de latitud norte y -78.194783° de longitud oeste situada en una colina a 2390 metros sobre el nivel del mar, fue fundada el 28 de marzo de 1923, es el momento donde recuerdan a los gestores de Parroquialización estas festividades. Pablo Arenas Balcón de Imbabura es una parroquia, productiva, competitiva, responsable que promueve la igualdad de oportunidad y mantiene una armonía social, espiritual y material. Para el reconocimiento de la asignación dada a Pablo Arenas como “Balcón de Imbabura”, existen 2 versiones: Se sustenta que la Parroquia de Pablo arenas recibió el nombre de balcón de Imbabura gracias al Sr. Lázaro Ruiz, porque escribiendo uno de sus poemas pensó que su tierra se parecía a un balcón; debido a esto lo bautizo con este nombre. Existe otro argumento que sostiene que: Un señor de apellido Gómez Jurado, en una de sus campañas políticas, recurrió a este pueblo y en uno de sus discursos utilizó la frase “Balcón de Imbabura”, y que desde ese momento, aproximadamente hace treinta y tres años la parroquia viene conocida con el nombre de: Pablo Arenas “Balcón de Imbabura”. Historia, rituales, tradiciones y costumbres son varios de los elementos que conforman las fiestas populares en el Ecuador, entre las cuales destaca la “Fiesta del Maíz”. 
No se tiene conocimiento que en territorio en el que hoy se asienta la parroquia de Pablo Arenas existieron tribus o clanes que lo poblaron antes de la conquista Española. Pero se sabe con certeza que aproximadamente por los años 1750 a 1800, llegaron los primeros grupos familiares procedentes de varios sectores de la Sierra Norte del Ecuador, y sentaron sus primeras habitaciones en este suelo privilegiado bautizándolo a este caserío con el pintoresco nombre de Cruzcacho. Una antigua versión asegura que este nombre se debe a la influencia religiosa de los misioneros capuchinos.
En 1911 se da principio a la construcción de una capilla que se la termina en 1916, y en la Bendición de la misma, realizada por el ilustrísimo señor obispo Dr. Ulpiano Pérez Quiñonez, sugiere se cambie su primitivo nombre de Cruzcacho por el Carmelo.
El Instituto Nacional del Patrimonio Cultural del Ecuador con fecha 30 de septiembre de 2002 envía una carta dirigida al alcalde del Cantón Urcuqui de ese entonces, donde se da a conocer que mediante la resolución N.º 021 DNPC-02 que entre otros puntos: El área urbana así como el área circundante y los sitios arqueológicos de la región y la parroquia Pablo Arenas de conformidad con tal ley, son bienes pertenecientes al patrimonio cultural del estado, por tanto se declara como patrimonio cultural del estado a la parroquia.
La cabecera parroquial se encuentra ubicada a una altitud de 2390 m s. n. m., con un territorio parroquial de 55,09 km².  La Agricultura y ganadería son las principales fuentes de actividad y riqueza de los pobladores de Pablo Arenas a través del trabajo de la tierra, de ella nacen los pastos que les permiten criar ganado vacuno y sacar productos lácteos como la leche y los quesos que se produce solo para consumo interno de la población, que los fabrican en forma tradicional y artesanal. Se cultiva maíz, fréjol, caña de azúcar, trigo y cebada, espárrago fundamentalmente, gracias al bondadoso clima frío en las partes altas y calientes en la comunidad de la Victoria.
El comercio lo ha desarrollado en relación con los demás pueblos, principalmente con Ibarra, Urcuquí, Tumbabiro y Cahuasquí. En los cuales comercializan sus productos y también adquieren los productos que necesitan sus pobladores. Un pequeño grupo de pobladores dedican su vida a otras actividades artesanales como las artesanías en madera, costura, pequeños negocios y comercio.

#### Tabla. Datos generales de la parroquia
| Fecha de creación | 28 de marzo de 1923 |
| Población total   | 2118 habitantes |
| Extensión         | 5509,29 hectáreas – 55,09 kilómetros cuadrados |
| Limites           | Al norte limita con la parroquia Cahuasquí Al sur con la parroquia Tumbabiro Al Oriente con la parroquia rural Salina perteneciente al cantón Ibarra. Al Occidente con la parroquia Cahuasquí, parroquia San Blas |

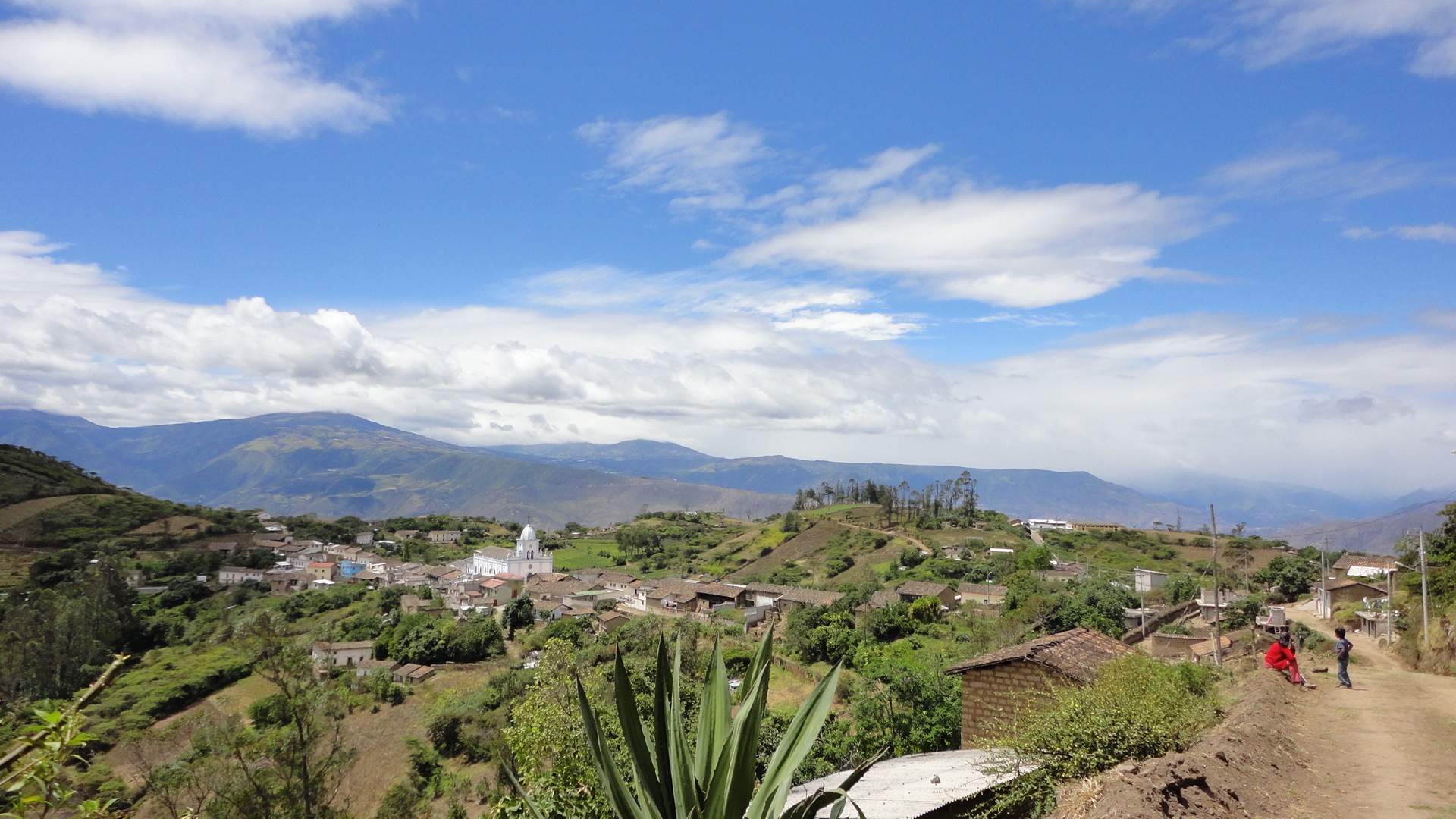
Vista panorámica de Pablo Arenas

| Rango altitudinal | 1800 m s. n. m. - 4000 m s. n. m. |

## Datos biográficos del prócer Juan Pablo Arenas
Patriota y mártir de la independencia nacido en Guayaquil el 2 de julio de 1768, hijo del capitán español Jerónimo de Arenas y de la dama guayaquileña Manuela Lavayen y Santistevan.
Desde muy temprana edad viajó a estudiar en la ciudad de Quito donde se destacó por su inteligencia y don de gentes, y en poco tiempo logró hacer amistad con importantes personalidades de la época. Fue así como en 1787 pudo relacionarse con Eugenio Espejo y formar parte de la sociedad Escuela de la Concordia, creada con el propósito de fomentar las artes y propiciar la propagación de nuevas ideas políticas.

## Creación legal[3]
Desde el primer día de este año los hermanos Luis Alejandro y Eloy Gordillo sostienen diálogos con el párroco de Cotacachi, llegando a la conclusión de que el Carmelo sea elevado a parroquia civil.
El 21 de enero del mismo año los dirigentes  de «El Carmelo» liderada por Aurelio Pasquel, presenta el proyecto a las autoridades de Ibarra, el cual tuvo excelente acogida por parte del consejo municipal quienes exigen que se debe llevar todos los requisitos necesarios e indispensables para su erección a parroquia civil.
Durante el mes de febrero del mismo año se organiza el comité «Unión y Progreso» cuyos representantes se convierten en el eje principal que trabajará incansablemente por conseguir la erección a parroquia civil. Consiguen reunir todos los requisitos y los presentan al Consejo Municipal por intermedio Aurelio Pasquel.
En el transcurso del mes de mayo la población de «El Carmelo» recibe a la comisión enviada por el Ilustre Consejo Municipal de Ibarra quienes realizan una inspección minuciosa del sector y con la colaboración de Augusto Barba, dueño de la hacienda La Victoria, quién proporciona datos sobre los linderos que deben ser con los pueblos de Cahuasqui, Salinas y Tumbabiro.
El 26 de mayo de 1921 se realiza la primera sesión con las autoridades que regirán los destinos de la futura parroquia se hace conocer por medio de un oficio al Ilustre Consejo Municipal los resultados de esta primera asamblea. Éste da origen al surgimiento de opositores quienes levantarán su voz en contra de la erección de la Nueva Parroquia.
Durante el mes de julio se envía una solicitud reiterando la petición, de elevar a «El Carmelo» a parroquia civil, la cual es bien acogida por el municipio, quienes el 7 de junio envían una comunicación a Aurelio Pasquel, presidente del Comité «Unión y Progreso», en la cual soliciten la legalización de los terrenos que se constituirían en ampliación de la población y el trazo de calles, ubicación de edificios públicos, unas cinco cuadras más o menos, que serán el área de la futura población.
Gracias a la colaboración de los propietarios de las haciendas vecinas quienes seden los terrenos necesarios que serán el reposo de la nueva parroquia. Se da contestación al oficio enviado por los municipales en el cual se manifiesta lo anterior.
Para el mes de octubre de 1922 Aurelio Gordillo Pasquel recibe un comunicado de la municipalidad de Ibarra, quienes en sesión efectuada el día 14 de octubre y presidida por Cristóbal Tobar Subía, aprobó elevar a Parroquia Civil al caserío de «El Carmelo», ya que han sido reunidas todas las condiciones necesarias e indispensables para ser erigida a la categoría de Parroquia; esperando únicamente la aprobación del proyecto por parte del jefe político y el ministro de municipalidad.
Pero la aprobación a dicho proyecto no llega sino hasta el mes de marzo de 1923 por la insistencia y el reclamo levantado por las personas del Comité «Unión y Progreso».
El 25 de marzo de 1923, Eloy Gordillo actúa en calidad de Comisionado por el Comité para entrevistarse con el gobernador y tratar los asuntos y la marcha de la gestión anteriormente realizada. La pronunciación de este último rectifica el triunfo.
El 28 de marzo de 1923 llegan 6 telegramas a Cahuasqui, confirmando la aprobación de que «El Carmelo» se elevaba  a la categoría de Parroquia Civil Independiente, con el nombre de Pablo Arenas «en honor al prócer de la liberación nacional de la Corona Española». Mediante decreto ejecutivo 200 el Ecuador constaba ya con nueva parroquia civil.

## Placa recordatoria
El 8 de abril de 1923, el comité «Union y Progreso» de la parroquia de Pablo Arenas nombró a los ciudadanos: Aurelio G.Pasquel, Daniel Gordillo P. y Daniel Vivero para desempeñarse en la tenencia política, cuya designaciones son enviadas al Gobernador de la Provincia.
El 4 de mayo de 1923 se inaugura la parroquia; con el desempeño de diferentes dignidades:
- Aurelio Pasquel, teniente político
- Emiliano Rúales, secretario

## Características generales de la parroquia

### Ubicación
Pablo Arenas parroquia rural perteneciente al cantón Urcuquí de la provincia de Imbabura, ubicada a 40 km de la capital provincial y a 174 km de la capital ecuatoriana.
La cabecera parroquial consta con las coordenadas geográficas de latitud norte 0° 26′ y longitud oeste 83° 15′.
Cuadro de datos Ge referenciales 
| Comunidad           | Temperatura Prom. °Co | Altitud m s. n. m. | Longitud oeste | Latitud norte |
| ------------------- | --------------------- | ------------------ | -------------- | ------------- |
| Cabecera Parroquial | 15.74                 | 2377               | 78° 11′        | 0° 30′ 15″    |
| San Pedro           | 14.98                 | 2503               | 78° 12′        | 0° 29′ 51″    |
| Palagá              | 14.84                 | 2526               | 78° 13′        | 0° 29′ 35″    |
| La Victoria         | 18.67                 | 1888               | 78° 8′         | 0° 31′ 13″    |

### Relieve
El relieve en sí se refiere al conjunto de irregularidades que presenta la superficie terrestre. Los relieves van cambiando, aunque estos cambios solo se ven en un cierto lapso de tiempo, pues son muy lentos, salvo cuando se producen terremotos o erupciones volcánicas, ahí se evidenciará si la forma del relieve se modifica. 
En la Tabla 2, se indica las distintas formas de relieve existentes en la parroquia, en el que se observa el porcentaje del territorio de acuerdo al número de hectáreas por tipo de pendiente el cual se determina de acuerdo al rango de pendientes. Además se menciona las principales actividades a realizarse en cada tipo de relieve.
Tabla 2. Tipo de Relieve
| RANGO DE PENDIENTES (%) | RELIEVE                      | ACTIVIDADES                               | AREA (ha) | Porcentaje de Territorio (%) |
| 5-12                    | Suave o ligeramente ondulada | Cultivos                                  | 41,40     | 0,75                         |
| 12-25                   | Moderadamente ondulado       | Cultivos en menor cantidad                | 1091,87   | 19,82                        |
| 25-50                   | Colinado                     | Cultivos, ganadería, pasto                | 598,31    | 10,86                        |
| 50-70                   | Escarpado                    | Bosque natural                            | 1435,26   | 26,05                        |
| >70                     | Montañoso                    | Bosque natural, prioridad de conservación | 2342,45   | 42,52                        |
| TOTAL                   | TOTAL                        |                                           | 5509,29   | 100                          |

Fuente: Pendientes MAGAP SIGAGRO 2015
A nivel parroquial predomina un relieve de tipo montañoso con pendientes mayores al 70% en el que se puede realizar actividades de conservación debido a la presencia de bosques aún en estado natural con una prioridad de conservación alta representando el 42,52 % seguido del relieve de tipo escarpado, con pendientes de 50 - 70% en el que se realizan actividades de conservación en menor grado por presencia de bosques con el 26,05% del territorio, representado el 19,82% del área total con un rango de pendientes de 12 – 25% el relieve de tipo moderadamente ondulado en el que se realiza actividades agrícolas, seguido del relieve de tipo colinado con el 10,86% del total del territorio parroquial con un rango de pendiente de 25 -50 % en el que se recomienda realizar actividades de agricultura, ganadería y cultivos de pasto,  a continuación el relieve de tipo suave o ligeramente ondulado con un porcentaje de 0,75% en el que las actividades principales son con base en la agricultura debido al porcentaje bajo de pendientes presentes. 

### Geología
El Cantón San Miguel de Urcuquí se encuentra influenciada por los volcánicos Yanahurco (Plio-Pleistoceno) y están constituidos por lavas andesíticas, brechas volcánicas y productos piroclásticos. Las lavas son andesitas piroxénicas, que están constituidos por potentes brechas de flujo. La existencia de cuellos volcánicos en un estado de destrucción limitado, y la ausencia de evidencias estructurales que determinen una acción tectónica del Terciario, hace suponer que estas rocas son Plio-Pleistocénicas. En el ámbito geológico se estudia la composición y estructura interna de la Tierra, y los procesos por los cuales ha ido evolucionando nuestro territorio parroquial a lo largo del tiempo geológico. En la Tabla 3 se describen las principales formaciones geológicas presentes en la parroquia, en el que se menciona el área y el porcentaje respectivamente.
Se evidencia la presencia de dos formaciones geológicas, se describen de acuerdo al porcentaje que representan cada una de ellas en el territorio parroquial.
Tabla 3. Descripción de la geología
| Formación | Descripción                                                                   | Área (ha) | Porcentaje (%) |
| Facies proximal: estratovolcanes de lavas dacíticas andesíticas y piroclastos                                                                                      | Rocas fundidas de origen volcánico presentes en el territorio parroquial.     | 2080,02   | 37,75          |
| Facies distal: Piroclastos retrabajados (Cangahua) y primarios (tefra, flujos piroclásticos e ignimbritas) lahares y avalanchas de escombros (Volcánicos Cotopaxi) | Materiales fragmentarios, se forman como consecuencia de erupciones freáticas | 3093,74   | 56,15          |

Fuente: Almanaque Electrónico Ecuador 2008
-         La formación geológica con mayor porcentaje corresponde el 56,15% de la parroquia que equivale a 3093,74 hectáreas, dicha formación está compuesta de todos los materiales fragmentarios que se forman como consecuencia de erupciones freáticas. En los materiales fragmentarios (piroclastos), se incluyen los depósitos que se forman como consecuencia de erupciones freáticas y los depósitos en cuya dinámica intervienen aguas meteóricas (lahares). Los lahares son flujos  de materiales volcánicos generados cuando el agua meteórica, la de escorrentía superficial, la  del deshielo parcial de glaciares o fusión de nieve, o la acumulada en algunos cráteres formando lagos volcánicos, se mezcla con estos materiales y se desplaza transportándolos en masa  por los barrancos y cauces fluviales que tienen sus cabeceras en las laderas del volcán. El lahar se detiene cuando pierde velocidad por un cambio brusco de pendiente al alcanzar el nivel de base de las zonas llanas sobre las que se levantan los edificios volcánicos. La densidad de un lahar y su temperatura, varían de un episodio a otro. Un  alto número de ciudades, situadas en el entorno de grandes estratovolcanes, se encuentran amenazadas por la formación de lahares. 
-         En segunda instancia la formación geológica facies proximal: estratovolcanes de lavas dacíticas andesíticas y piroclastos que tiene un área de 2080,02 hectáreas, representando el 37,75% del territorio parroquial. Se describe como flujos de lava que son una masa de roca fundida que se desparrama por la superficie terrestre durante una erupción efusiva. Se consideran flujos de lava tanto la lava mientras está en movimiento como los depósitos sólidos se forman cuando ésta se enfría. Los flujos de lava amenazan todo lo que se encuentre en su camino inmediato no solo por su calor intenso, sino también porque pueden circundar o cubrir cualquier cosa con la que se topen y derretir la nieve o el hielo que encuentren y provocar lahares. La dacita es una roca ígnea volcánica con alto contenido de hierro. Y la andesita es una roca ígnea volcánica de composición intermedia. Su composición mineral comprende generalmente plagioclasa y varios otros minerales. En resumen dicha formación geológica comprende las rocas fundidas de origen volcánico que se encuentran presentes en todo el territorio parroquial.

### Suelos
La clasificación de los suelos suele basarse en la morfología y la composición del suelo, con énfasis en las propiedades que se pueden ver, sentir o medir. De esta manera y teniendo como base fundamental, las características morfológicas, físico-químicas y topográficas que contienen los suelos; así como delimitándolos sobre un plano de clasificación definitivo, cuyas finalidades son esencialmente de carácter práctico en el buen uso y manejo de la tierra por el hombre y de acuerdo a las características generales de los suelos se puede determinar una clasificación de diversos tipo que se agrupan en diferentes unidades de suelo de clases agrícolas, dicha clasificación ha sido ampliamente utilizado en todo el mundo con numerosas adaptaciones. El tipo de suelo por clases agrológicas se describen en la tabla 4.
De los datos obtenidos en el mapa de clases agrológicas se determina que en todo el territorio de la parroquia se evidencia seis clases agrológicas diferentes como se muestra en la tabla 3, de acuerdo a las clases agrológicas presentes se describe cada una de ellas indicando que porcentaje ocupa cada una a nivel parroquial.
Tabla 4. Descripción del tipo de suelo por clases agrológicas
| Tipo de suelo (Clases agrológicas) | Limitaciones                                                                                        | Área (ha) | Porcentaje (%) |
| II                                 | Tierras con ligeras limitaciones o con moderadas prácticas de conservación                          | 41,40     | 0,75           |
| III                                | Tierras apropiadas para cultivos permanentes, que requieren de prácticas especiales de conservación | 24,45     | 0,44           |
| IV                                 | Tierras con severas limitaciones, cultivables con métodos intensivos de manejo                      | 660,76    | 11,99          |
| V                                  | Tierras no cultivables con severas limitaciones de humedad, aptas para pastos                       | 965,13    | 17,52          |
| VII                                | Tierras no cultivables, aptas para fines forestales                                                 | 1459,03   | 26,48          |
| VIII                               | Tierras aptas para conservación de vida silvestre                                                   | 2358,52   | 42,81          |

Fuente: Clases agrológicas, Sierra Rodrigo, 2003
-         Con un porcentaje bajo del 0,75% del territorio se encuentra en la categoría II, se definen como tierras aptas para la agricultura con pocas restricciones. Suelos con pendientes suaves entre el 3 y 7%, por lo que requieren prácticas moderadas de conservación. Tienen una tendencia moderada a la erosión hídrica y eólica, profundidad efectiva menor a la de un suelo ideal. Por lo que se resumen que son tierras con ligeras limitaciones o con moderadas prácticas de conservación, teniendo como superficie 41,40 hectáreas.
-         En similares porcentajes con el 0,44% pertenecen a los suelos de clase III en un total de 24,45 hectáreas; son suelos ondulados con pendientes entre el  7 y el 12 %. Son apropiados para cultivos permanentes, praderas, plantaciones forestales, ganadería extensiva. Están limitados por una alta susceptibilidad a la erosión, inundaciones frecuentes, baja fertilidad natural, poca profundidad efectiva, baja capacidad de retención de agua, moderada salinidad o alcalinidad. Las prácticas de manejo recomendadas incluyen: Rotación de cultivos, cultivos en franjas y al través, barreras vivas, zanjas de desvío, zanjas de drenaje, filtros, métodos intensivos de riego y aplicación de fertilizantes y enmiendas
-         Los suelos pertenecientes a la clase IV con un porcentaje de 11,99%; son suelos con limitaciones muy severas que reducen la sobrevivencia de las plantas y requieren manejo muy cuidadoso. Los suelos de esta clase pueden utilizarse para dos o tres cultivos agronómicos, hortalizas, frutales más comunes, siendo utilizados mayormente para pastos, bosques y vida silvestre. Es decir, son tierras con severas limitaciones, cultivables con métodos intensivos de manejo y representan 660,76 hectáreas a nivel parroquial.
-         El 17,52% pertenecen a la clase V y corresponden 965,13 hectáreas en la parroquia, son suelos por lo general casi planos sin problemas de erosión o que presentan erosión muy leve. Sin embargo, la limitación de remoción impracticable hace de ellos que no puedan utilizarse para cultivos agronómicos, hortalizas, frutales; y se vean restringidos esporádicamente para pastos, bosques y vida silvestre. Por lo que se define como tierras no cultivables con severas limitaciones de humedad, aptas para pastos.
-         Con un porcentaje de 26,48% se define a los suelos pertenecientes a la clase agrológica VII, son suelos que tienen limitaciones muy severas y continuas, no corregibles y que hacen de ellos, no adecuados para ninguno de los cultivares agronómicos, hortalizas, frutales comunes, su uso está restringido principalmente para pastos, bosques o vida silvestre bajo ciertas aplicaciones de prácticas de laboreo. En resumen son tierras no cultivables, aptas para fines forestales. Corresponden 1459,03 hectáreas a nivel de la parroquia.
-         En gran mayoría los suelos que se encuentran en la clase VIII, representan el 42,81% con 2358,52 hectáreas a nivel parroquial, con indicadores de su inadecuada aptitud para ser usados en la producción de plantas comerciales. Están excesivamente restringidos y solamente pueden ser usados para la recreación, vida silvestre, abastecimiento de agua, y fines estéticos, turísticos y canteras. Es decir, son tierras aptas para la conservación de vida silvestre.
En la tabla 5 se presenta la clasificación de los suelos de acuerdo a su taxonomía.
Tabla 5. Descripción del tipo de suelo por su taxonomía
| ORDEN      | SUBORDEN | GRANGRUPO    | AREA ha | %     |
| ENTISOL    | PSAMMENT | USTIPSAMMENT | 270,48  | 4,91  |
| INCEPTISOL | ANDEPT   | DYSTRANDEPT  | 625,47  | 11,35 |
| INCEPTISOL | ANDEPT   | VITRANDEPT   | 29,67   | 0,54  |
| INCEPTISOL | TROPEPT  | DYSTROPEPT   | 171,03  | 3,10  |
| MOLLISOL   | UDOLL    | HAPLUDOLL    | 49,96   | 0,91  |
| MOLLISOL   | USTOLL   | ARGIUSTOLL   | 1695,42 | 30,77 |
| MOLLISOL   | USTOLL   | DURUSTOLL    | 2151,70 | 39,06 |
| MOLLISOL   | USTOLL   | HAPLUSTOLL   | 515,56  | 9,36  |

Fuente: SIGTIERRAS 2015
De acuerdo al mapa de tipos de suelo de acuerdo a su taxonomía, se determina que en todo el territorio de la parroquia se evidencia tres clasificaciones con base en el orden como se muestra en la Tabla 5, de acuerdo al porcentaje de territorio se describe cada una de ellas:
-         MOLLISOL: Con un área correspondiente a 4412,64 hectáreas al orden mollisol. Con dos subórdenes diferentes que son Udoll y Ustoll teniendo cuatro grangrupos que son Hapludoll, Argiustoll, Durustoll y Haplustoll, representa el 80.09% del territorio de la parroquia. Son suelos de zonas de pradera en climas templados; poseen un horizonte superficial blando; la cantidad de materia orgánica es abundante, son suelos oscuros.
-         INCEPTISOL: En la parroquia se presentan 826,17 hectáreas del orden inceptisol, con tres clasificaciones diferentes por suborden, siendo Andept y Tropept, representando así el 15,0% a nivel parroquial. Los suelos de tipo inceptisol se definen a aquellos que tienen un débil desarrollo de horizontes; suelos de tundra, suelos volcánicos recientes, zonas recientemente deglaciadas.
-         ENTISOL: En la parroquia tenemos 270,48 hectáreas correspondientes a esta clasificación, de manera que representa el 4,91% del área de la parroquia, se tiene un suborden que es el Psamment. Los entisoles son suelos muy poco evolucionados, es el orden de suelos con más baja evolución, sus propiedades están ampliamente determinadas o heredadas por el material original. 

### Cobertura vegetal
En la cobertura vegetal se define varias categorías a las que están destinadas cada área dependiendo de varios factores ambientales y de acuerdo a las actividades principales que son la son la base de la economía de la población de la parroquia. Siendo una de las principales actividades la agricultura y ganadería, seguido de las actividades de producción de cultivos y pastos, se evidencia un porcentaje representativo de áreas  que  se encuentran cubiertas por bosques naturales, por lo que se requiere de conservación, como se indica en la Tabla 6.
Tabla 6. Descripción de la cobertura vegetal
| Cobertura                       | Uso                                                                     | Actividades | Área (ha) | Porcentaje (%) |
| Agropecuarias                   | Agrícola-Conservación y protección Agrícola Pecuario Agropecuario Mixto | Cultivos de ciclo corto, pastos cultivados, cultivos bajo invernadero, pasto natural, cultivos en áreas en proceso de erosión | 4112,02   | 74,64          |
| Vegetación arbustiva y herbácea | Conservación y protección                                               | Presencia de vegetación arbustiva y herbácea                                                                                  | 1071,35   | 19,45          |
| Eriales (Otras áreas)           | Tierras improductivas                                                   | Tierras erosionadas, donde no se realiza ningún tipo de actividad agrícola                                                    | 325,92    | 5,92           |

Fuente: Uso y cobertura MAGAP 2014
Tomando de referencia los datos de la tabla 6, se puede diferenciar tres tipos de cobertura vegetal de acuerdo al mapa de uso y cobertura generado, (Ver anexo..). De esta manera, la actividad agropecuaria representa el 74,64% del territorio parroquial, se define como la actividad predominante de la población. En estas áreas se realiza actividades de agricultura y además hay áreas destinadas a la conservación y protección debido a la erosión que se está dando en los diferentes terrenos. Los principales cultivos que se da en la zona son: Cultivos de ciclo corto, pastos cultivados, cultivos bajo invernadero, y cultivos de pasto natural. A nivel de la parroquia, la cobertura vegetal que se define como agropecuaria en el que se incluye varios usos que son: agrícola- conservación y protección, agrícola, pecuario y agropecuario mixto, abarca 4112,02 hectáreas de la superficie parroquial.
Como una segunda clasificación tenemos la presencia de vegetación arbustiva y herbácea en todo el territorio parroquial representando el 19,45% lo que equivale a 1071,35 hectáreas en toda la parroquia. Dichos suelos son utilizados dentro de su capacidad, es decir se les da el uso adecuado que deberían tener. Tomando en cuenta el avance de la frontera agrícola, las zonas más afectadas serán las zonas de bosques y las partes de vegetación arbustivas alrededor. En estas áreas se recomienda realizar actividades de conservación y protección para así mantener los ecosistemas en condiciones adecuadas.
Y por último la clasificación denominada eriales que corresponden a las tierras improductivas en donde no se realiza ningún tipo d actividad agrícola debido a que son suelos erosionados, corresponde a este tipo 325,92 hectáreas y representa el 5,92% del territorio parroquial. 

### Factores climáticos
Los factores climáticos o elementos del clima como la precipitación, temperatura, humedad relativa, velocidad del viento, zona de vida y radiación solar son indispensables en la caracterización del clima. En la Tabla 7 se indican 3 variables de factores climáticos y su descripción.
Tabla 7. Factores climáticos
| Variable      | Descripción                                                                                   |
| Precipitación | 700 mm                                                                                        |
| Temperatura   | 7,0 °C – 19,0 °C                                                                              |
| Tipo de clima | Ecuatorial mesotérmico seco - Ecuatorial de alta montaña - Ecuatorial mesotérmico semi-húmedo |

Elaboración propia.

#### Tipo de clima
El tipo de clima de esta zona de la región interandina, en la parroquia según la clasificación climática de Pierre Pourrut (1995), presenta dos tipos de clima: Ecuatorial mesotérmico seco que se presenta en el fondo de los valles de callejón interandino, las precipitaciones son inferiores a los 500 mm anuales, el clima ecuatorial de alta montaña y el clima Ecuatorial mesotérmico semi húmedo, corresponde al clima que en su mayoría se encuentra en los valles de la Sierra. La vegetación original de esta zona ha ido modificándose al avanzar los años.

#### Precipitación
Debido a las condiciones de posición en las estribaciones orientales y occidentales de la cordillera, los valles interandinos y las características de relieve hacen que las precipitaciones se distribuyan por la orografía, de manera que en espacios cortos se presenten considerables diferencias en cantidad de lluvia. La parroquia se caracteriza por presentar sus máximos lluviosos en los meses de abril y noviembre constituyendo un régimen de precipitaciones interanual de distribución bimodal, siendo esta notablemente regular a lo largo del año. 
La presencia de meses secos en el territorio se presenta entre los meses de junio y agosto, donde se observa que la precipitación tiende a disminuir y difiere entre las distintas estaciones. 

#### Temperatura
En la parroquia, la variación de temperatura ocurre como consecuencia de las diferencias de altitud sobre el nivel del mar. Las temperaturas en el territorio van desde los 7,0 °C a un máximo de 19,0 °C.

#### Humedad Relativa
En todo el territorio, la humedad relativa es alta, con valores medios anuales superiores al 50%.

### Agua
Dada la abundancia de precipitaciones, el Ecuador dispone de una extensa red hidrográfica, salvo en las zonas occidentales y meridionales áridas de la Costa. Casi todos los ríos se originan en los altos relieves andinos; éstos son cortados por profundas gargantas, y las corrientes se dirigen unas hacia la llanura amazónica y otras hacia el océano Pacífico. La red hidrográfica de la parroquia está dada por la presencia de cuerpos de agua, siendo las diferentes formas de agua encontradas en la naturaleza, ya sean, aguas superficiales, subterráneas. Estas debido a su comportamiento son sujetas a diferentes tipos de estudios con el fin de entender y conocer acción, en la parroquia se evidencia la influencia de la cuenca del río Mira, en la Tabla 8 se describe los ríos y quebradas principales presentes en el territorio parroquial.
Tabla 8. Red hídrica
| RIO O QUEBRADA         | LONGITUD (km) |
| Río Pablo Arenas       | 9,83          |
| Río Tababara           | 2,94          |
| Río Palacara           | 2,14          |
| Quebrada Cachaco       | 7,36          |
| Quebrada Cachiyacu     | 4,57          |
| Quebrada Guarangachupa | 3,43          |
| Quebrada Yuya Pamba    | 3,41          |
| Quebrada Chaupi        | 2,84          |
| Quebrada Plancharrumi  | 2,83          |
| Quebrada Chusalongo    | 2,54          |
| Quebrada Tagsachupa    | 2,48          |
| Quebrada Yanayacu      | 2,32          |
| Quebrada Aliyacu       | 1,90          |
| Quebrada Piltacucha    | 1,44          |
| Quebrada El Rancho     | 1,29          |
| Quebrada Chachimbiro   | 0,92          |
| Quebrada Victoria      | 0,84          |
| Quebrada El Rancho     | 0,04          |
| Otros                  | 72,35         |

Fuente: IGM – Reunión Actores Sociales 2015
Se determina que la quebrada La Banda es la más representativa a nivel parroquial, de acuerdo a la longitud medida en kilómetros de cada río o quebrada presente en la parroquia, debido a que la longitud es de 9,83 km a lo largo del territorio. En segunda instancia la quebrada Cachaco con 7,36 km; los dos junto con los demás ríos y quebradas forman parte de la red hidrográfica del territorio parroquial.

### Ecosistemas frágiles, servicios ambientales y territorio bajo conservación o manejo ambiental
Existen algunos ecosistemas terrestres, los cuales dependen de muchos factores ambientales y biológicos: lluvias, temperatura, altitud y condiciones del suelo. De acuerdo con tales factores, podemos tener grandes tipos de ecosistemas terrestres, los cuales se encuentran distribuidos de manera irregular en todo el planeta. Entendiéndose que un ecosistema es el conjunto de elementos abióticos y de seres vivos que interactúan entre sí, en la parroquia se puede encontrar dos tipos de ecosistemas los terrestres y acuáticos que formarían parte de los ecosistemas de hábitat para la flora y fauna de la parroquia. En la Tabla 9 se indica los tipos de ecosistemas terrestres presentes en la parroquia.
De acuerdo al Sistema de clasificación de los Ecosistemas del Ecuador Continental, del año 2012 se clasifica cada uno de los ecosistemas presentes en la parroquia, teniendo 6 tipos de ecosistemas diferentes, en su mayoría el ecosistema Bosque siempreverde montano alto de Cordillera Occidental de los Andes con 482,18 hectáreas correspondiente al 11,78%; seguido del ecosistema bosque y Arbustal semicaduco del norte de los valles con el 10,548 % del territorio parroquial.  En porcentajes y con áreas más bajas el ecosistema Arbustal siempreverde y herbazal del páramo; Arbustal siempreverde montano del norte de los Andes; herbazal del páramo y un mínimo porcentaje de agua con 0,20 hectáreas. Con un porcentaje importante y casi en la totalidad del territorio parroquial se definen en la categoría de Intervención con 4008,86 hectáreas siendo el 97,842% a nivel parroquial. 
Tabla 9. Ecosistemas
| [null ECOSISTEMA]                                                      | AREA (ha) | PORCENTAJE % |
| Bosque siempreverde montano alto de Cordillera Occidental de los Andes | 482,18    | 11,768       |
| Bosque y Arbustal semicaduco del norte de los Valles                   | 432,17    | 10,548       |
| Arbustal siempreverde montano del norte de los Andes                   | 265,01    | 6,468        |
| Arbustal siempreverde y Herbazal del Páramo                            | 48,17     | 1,176        |
| Herbazal del Páramo                                                    | 184,51    | 4,503        |
| Agua                                                                   | 0,20      | 0,005        |
| Intervención                                                           | 4008,86   | 97,842       |
| Otras áreas                                                            | 88,20     | 2,153        |

Fuente: Ecosistemas Ecuador Continental-MAE 2012
Las zonas de vida existentes en la parroquia nos proveen de diferentes servicio ambientales, que se definen como la capacidad que tiene la naturaleza de proporcionar la calidad de vida y las comodidades necesarias, o sea garantizar que la vida, como la conocemos, exista para todos y con calidad (aire puro, agua limpia y accesible, suelos fértiles, selvas ricas en biodiversidad, alimentos nutritivos y abundantes, etc.) o sea, la naturaleza trabaja (presta servicios) para el mantenimiento de la vida y de sus procesos y estos servicios realizados por la naturaleza son conocidos como servicios ambientales.
Los servicios ambientales prestados por la naturaleza proporcionan productos como alimentos, remedios naturales, fibras, combustibles, agua, oxígeno, etc. y garantizan el buen funcionamiento de los procesos naturales como el control del clima, la purificación del agua, los ciclos de lluvia, el equilibrio climático, el oxígeno que será respirado, la fertilidad de los suelos y el reciclado de los nutrientes necesarios, por ejemplo, para la agricultura. En resumen, los servicios ambientales son las actividades, productos y procesos que la naturaleza nos proporciona y que posibilitan que la vida, como la conocemos, pueda desarrollarse sin mayores costos para la humanidad. 
La estabilidad ecológica de las pequeñas áreas de bosque como refugio de importantes especies de flora y fauna, y como importante proveedor de servicios ambientales, se ven afectados por las actividades humanas que se desarrollan en sus límites, entonces las principales amenazas a estos remanentes, es de origen externo y se inician a la par de las crecientes necesidades de obtener recursos para satisfacer las demandas de una población en constante aumento. 
Existen además áreas que tienen una importancia especial por lo que se debe realizar actividades de conservación y protección. En la Tabla 10 se indica las zonas bajo conservación o protección que existen en la parroquia.
Tabla 10. Zonas bajo conservación
| Ecosistemas                                   | Amenazas                          | Prioridad de conservación | Área (ha) | Porcentaje (%) |
| Áreas prioritarias para restauración forestal | Áreas que están siendo degradadas | Alta, Media, Baja         | 756,62    | 13,73          |
| Reserva Ecológica Cotacachi Cayapas           | Avance de la frontera agrícola    | Alta                      | 165,52    | 3,00           |

Fuente: Ministerio del Ambiente

#### -         Áreas prioritarias para restauración forestal.
Tomando como base la información generada por el Ministerio del Ambiente, se define áreas prioritarias para restauración forestal. Para priorizar las áreas donde se implementarán acciones de Restauración Forestal, se consideró los siguientes criterios: Zonas de protección para evitar deslizamientos, Zonas de protección de recurso hídrico, Zonas de amortiguamiento del Patrimonio de Áreas Naturales del Estado, Corredores Biológicos, Vacíos de Conservación. Estos espacios por lo general responden a zonas de pastizal y mosaicos agropecuarios donde se estaría procurando el cambio de uso del suelo de agropecuario a bosque para conservación de ecosistemas y restauración de funciones ecológicas que permitan la provisión de servicios ambientales (MAE Plan Nacional de Restauración Forestal 2014-2017). En el territorio de la parroquia se define 756,62 hectáreas disponibles para implementar prácticas de restauración forestal.

#### -         Reserva Ecológica Cotacachi-Cayapas
Considerada una de las más importantes áreas protegidas del mundo debido a su alta biodiversidad por la presencia de especies endémicas que vienen de la provincia natural del Chocó. La Reserva está dividida en dos regiones: la zona baja que se extiende desde los límites andinos en dirección a la llanura costanera y encierra ríos caudalosos que en su recorrido pierden fuerza y se abren paso por una vegetación selvática. La zona alta se encuentra en la provincia de Imbabura y asciende hacia los altos Andes. La ubicación de la Reserva, junto con el rango altitudinal que abarca, son los motivos principales para tan alta biodiversidad; esta zona encierra uno de los ecosistemas más ricos del planeta. Tiene una extensión de 204.420 hectáreas y fue creada el 29 de agosto de 1968. La zona baja es el hábitat de animales como oso de anteojos, guanta, guatusa, tapires, tigrillos, osos hormigueros, nutrias, tutamono, boas y jaguares.            La fauna en la zona alta es por ende típica de las zonas frías, es común observar lobos de páramo, venados, conejos y aves como curiquingues y guarros. En la zona alta también es posible observar aunque con algo de dificultad los pumas, armadillos y cóndores que por supuesto también habitan este ecosistema. En la parroquia se evidencia 165,52 hectáreas pertenecientes a la Reserva.
En la Reserva Ecológica Cotacachi Cayapas tenemos la presencia de Páramo que también constituye un ecosistema de hábitat para la flora y fauna y de abastecimiento de agua. El páramo de manera general necesita tener un tratamiento especial por lo que se recomienda realizar prácticas de conservación
Dentro de los ecosistemas acuáticos presentes en la parroquia se identifican los ríos, en todo el territorio parroquial encontramos una serie de ríos y quebradas que nacen de la parte alta siendo: Río Pablo Arenas, Río Tababara, Río Palacara, Quebrada Cachaco, Quebrada Cachiyacu, Quebrada Guarangachupa, Quebrada Yuya Pamba, Quebrada Chaupi, Quebrada Plancharrumi, Quebrada Chusalongo, Quebrada Tagsachupa, Quebrada Yanayacu, Quebrada Aliyacu, Quebrada Piltacucha, Quebrada El Rancho, Quebrada Chachimbiro, Quebrada Victoria, Quebrada El Rancho. Algunos de estos cuerpos de agua, están siendo contaminados debido a varias causas de origen antrópico, por lo que necesitan tener una atención especial en estos casos.

#### Recursos naturales degradados o en proceso de degradación y sus causas
Como su consecuencia de varios factores climáticos pero otras veces a causa de acciones de origen antrópico, se encuentra la degradación de los recursos naturales. En la parroquia se puede observar la presencia de cuatro recursos naturales importantes que son el agua, los bosques, la biodiversidad, que a su vez están expuestos a amenazas principalmente de origen antrópico, como se indica en la Tabla 11.
Tabla 11. Recursos Naturales Degradados
| Recursos      | Descripción del recurso          | Causas de degradación                  | Nivel de afectación |
| Agua          | Cuerpos de agua presentes        | Contaminación                          | Medio               |
| Bosques       | Son bosques de especies nativas. | Quemas. Deforestación                  | Medio               |
| Biodiversidad | Flora, fauna “nativa”            | Quemas, Avance de la Frontera agrícola | Medio               |

Fuente: Reunión Actores Sociales 2015
El recurso agua que se le describe como un cuerpo de agua, una de las causas de degradación de origen antrópico en la contaminación con un nivel de afectación medio; así mismo el recurso bosque en el que se observa gran cantidad de especies nativas de flora y fauna, está siendo degradado debido a la presencia de quemas y la deforestación como consecuencia del avance de la frontera agrícola, por último; la biodiversidad que consta de flora y fauna nativa está siendo afectada por las quemas y por el avance de la frontera agrícola con un nivel de afectación medio. 
A pesar de ser áreas destinadas a la conservación y protección, están siendo afectadas o amenazas por la actividad antrópica, por lo que están siendo degradados y en el futuro se llegará a perder dichos recursos naturales, por tal razón se definen áreas de restauración forestal para poder remediar a largo plazo los daños causados.

#### Recursos naturales no renovables.
De acuerdo a los datos de ARCOM del año 2014, en la parroquia no existen áreas que estén destinadas a procesos mineros.

#### Amenazas, vulnerabilidad y riesgos
De manera general, una amenaza se entiende como el peligro latente que representa la posible ocurrencia de un evento catastrófico de origen natural y antrópico, en un tiempo y en un área determinada, para esto de presentan vulnerabilidades que es la condición en que se encuentran las personas y los bienes expuestos a un grado de amenaza, en relación con su capacidad o inhabilidad para afrontar o soportar la acción de un evento posible, por lo que  la combinación de la amenaza y la vulnerabilidad determinan el riesgo, el cual indica la probable pérdida de bienes y personas en caso de presentarse un evento determinado en un periodo y área conocida. En el territorio parroquial, se evidencia la presencia de amenazas de origen natural y antrópico. En la Tabla 12 se describen las amenazas de origen natural y antrópico de la parroquia.
Tabla 12. Amenazas de origen natural y antrópico
| AMENAZAS DE ORIGEN NATURAL                          |                  |                                         |
| Amenazas                                            | Grado de amenaza | Ubicación                               |
| Inundaciones                                        | Bajo             | -                                       |
| Sequías                                             | Medio            | Toda la parroquia, en las épocas secas. |
| AMENAZAS DE ORIGEN ANTROPICO                        |                  |                                         |
| Deforestación-Avance de la frontera agrícola        | Medio            | Zona de transición – parte alta         |
| Erosión (Áreas erosionadas y en proceso de erosión) | Medio            | Zona de transición – parte alta         |
| Sobrepastoreo-Erosión                               | Medio            | Parte baja y media de la parroquia      |
| Quemas de la vegetación                             | Medio            | Parte alta y media de la parroquia      |
| Contaminación por agroquímicos                      | Medio            | Parte baja de la parroquia              |

Fuente: Reunión Actores Sociales 2015.
Dentro de las amenazas de origen natural, en la Parroquia se presenta como mayor amenaza las sequías en épocas donde las precipitaciones son muy bajas y casi nulas por lo que se tiene pérdida de los cultivos. Se debe indicar que en la parroquia no existen amenazas de inundaciones. Los movimientos en masa presentan un grado de amenaza medio-alto.
Además de los riesgos de origen natural, se presenta también amenazas de origen antrópico a los que está expuesto el territorio siendo la deforestación como consecuencia del avance de la frontera agrícola; la erosión debido a malas prácticas agrícolas y a la pérdida de la vegetación, el sobrepastoreo y la erosión son otras de las amenazas de origen natural, y la contaminación de los ríos con desechos de productos químicos y la evacuación de aguas servidas, así mismo se define como un riesgo de origen antrópico las quemas que se realiza en la vegetación con un grado de amenaza de categoría media, especialmente en la parte alta y media de la parroquia.
Para evitar las amenazas, vulnerabilidades y riesgos a los que están expuestos los habitantes de la parroquia se debe realizar un plan de contingencia que consiste en la evaluación de una zona de riesgo y definición específica de procedimientos para la inmediata atención en caso de desastre, son los preparativos y medidas de coordinación que deben adoptarse relacionada con la evaluación del riesgo, y así poder evitar daños materiales y humanos.

#### Síntesis del componente, problemas y potencialidades
En la Tabla 13 se describe en resumen las potencialidades y los problemas existentes en la parroquia Pablo Arenas
Tabla 13. Potencialidades y problemas
| Sistema biofísico                                                                                   | |                                                                              |
| Variables                                                                                           | Potencialidades | Problemas                                                                    |
| Suelos                                                                                              | Tierras cultivables | Contaminación por agroquímicos Pastoreo de ganado                            |
| Cobertura vegetal                                                                                   | Áreas naturales para que tengan una categoría de protección Bosques en estado natural. Suelos aptos para reforestación | Avance de la frontera agrícola. Tala de bosques. Quema de cañaverales        |
| Clima                                                                                               | Diversidad de climas                                                                                                   |                                                                              |
| Sistema hídrico                                                                                     | Fuente hídricas importantes                                                                                            | Contaminación Disminución de la cantidad de agua. Descarga de aguas servidas |
| Ecosistemas                                                                                         | Formaciones vegetales Refugio de especies de flora y fauna                                                             | Perdida de la biodiversidad                                                  |
| Recursos naturales existentes de valor económico, energético y/o ambiental                          | Reserva Ecológica Cotacachi Cayapas Áreas prioritarias para restauración forestal                                      | Intervención humana                                                          |
| Amenazas, vulnerabilidades y riesgos (deslizamientos, erosión, quema, heladas, tala, contaminación) | No existe riesgo de inundaciones                                                                                       | Sequías Contaminación                                                        |

Fuente: Reunión actores sociales 2015

## Población

### Datos poblacionales por género
Según el censo del 2001 el total de pobladores de Pablo Arenas es el siguiente:
| Descripción                              | Valor |
| ---------------------------------------- | ----- |
| Población (habitantes)                   | 2045  |
| Población – hombres                      | 1029  |
| Población – mujeres                      | 1016  |
| Estimación de la población negra rural   | 17,8  |
| Estimación de la población indígena rura | 2,1   |
| Índice de feminidad                      | 98,7  |

### Datos poblacionales por edad
| ITEM                      | N.º |
| ------------------------- | --- |
| Población - 0 a 5 años    | 289 |
| Población - 6 a 11 años   | 306 |
| Población - 12 a 17 años  | 274 |
| Población - 65 años y más | 168 |